# Учётная система
Учётная система (или Система учёта) — в общем определении, является система, созданная для осуществления какого-либо учёта. В информационных технологий (ИТ) ― это информационная система для сбора, регистрации, обработки и представления данных об активах, хозяйственных и других операциях организации.
Это общее множество ИТ-систем учёта, которое включает в себя: Системы бухгалтерского учёта, Банковского учёта, Налогового учёта и другие Системы управления учётными записями, например Системы управленческого учёта, и такие как: Библиографическая база данных, Автоматизированная система учёта товара аптек и т. д.